# Georg Joachim Göschen

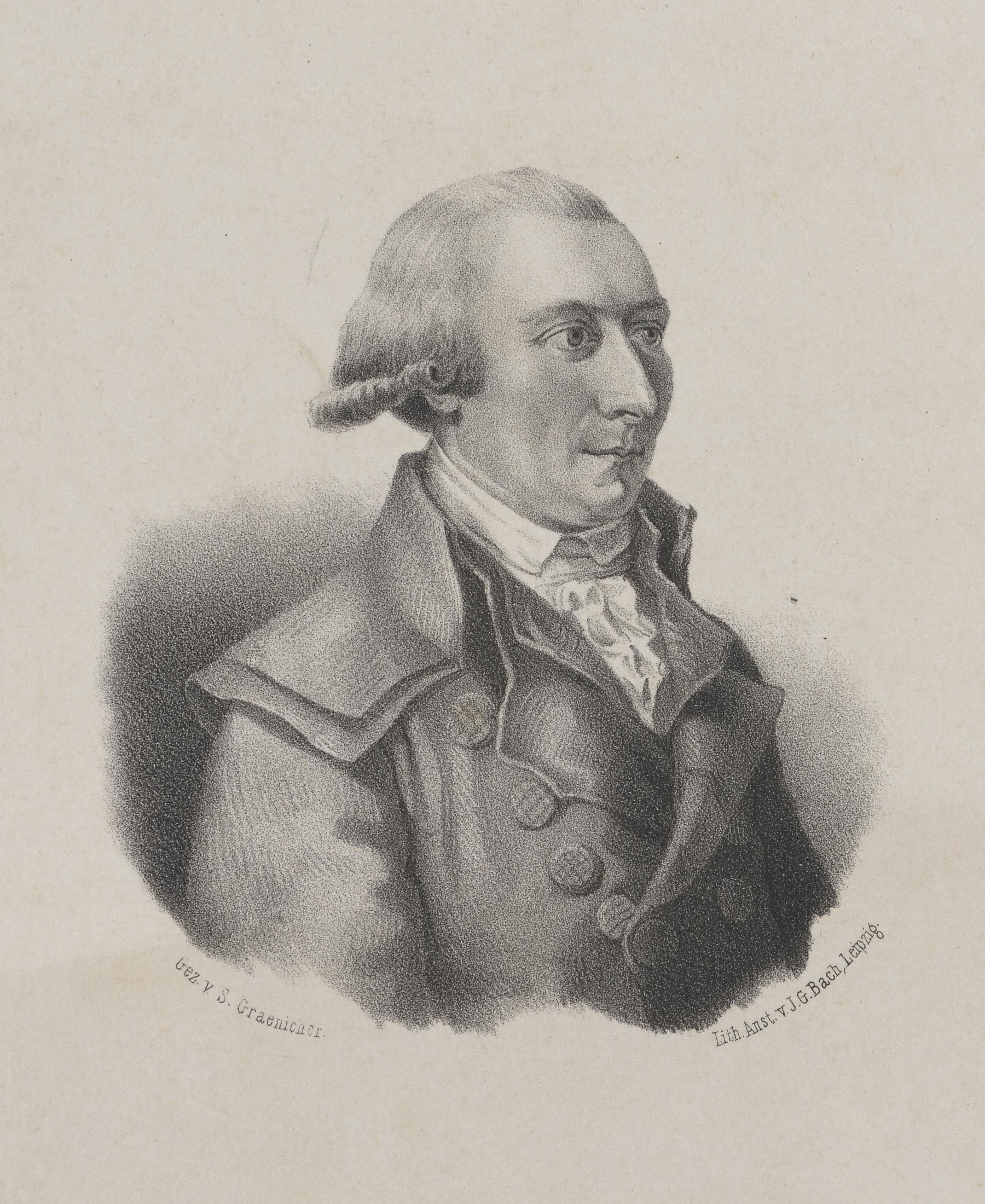
Georg Joachim Göschen

Georg Joachim Göschen (* 22. April 1752 in Bremen; † 5. April 1828 in Grimma) war ein Verleger der Goethe-Zeit. Zu seinen Autoren zählten u. a. Friedrich Schiller, Johann Wolfgang von Goethe, Christoph Martin Wieland und Friedrich Gottlieb Klopstock.

## Leben
Georg Joachim Göschen war der Sohn eines Kaufmanns, der nach dem Tod seiner Frau wegen finanzieller Schwierigkeiten nach Vlotho zog und dann untertauchte. Göschen wurde von Bekannten wieder nach Bremen geholt. Er wohnte beim Pastor Erhard Heeren in Bremen-Arbergen, der das Waisenkind förderte. Göschen machte eine Buchhändlerlehre bei der Cramerschen Buchhandlung in der Obernstraße in Bremen.
1770 zog Göschen nach Leipzig und arbeitete in der Buchhandlung von Siegfried Leberecht Crusius. Von 1783 bis 1788 leitete er die „Gelehrtenbuchhandlung“ in Dessau. Er gründete 1785 in Leipzig die G. J. Göschen’sche Verlagsbuchhandlung, die unter seiner Leitung zu einem der wichtigsten Verlage der Weimarer Klassik wurde. Für 1000 Reichstaler erwarb er von Goethe das Recht, eine erste Gesamtausgabe seiner Werke herauszubringen. Sie erschien von 1786 bis 1790 in acht Bänden, erwies sich jedoch finanziell als Misserfolg. Ab 1785 verlegte er die Werke Schillers. Goethe und Schiller verlor er später an den Verleger Johann Friedrich Cotta. Seine größte Aufgabe war die Herausgabe der Werke von Christoph Martin Wieland. Die 1802 erschienene Wielandausgabe umfasste 42 Bände.

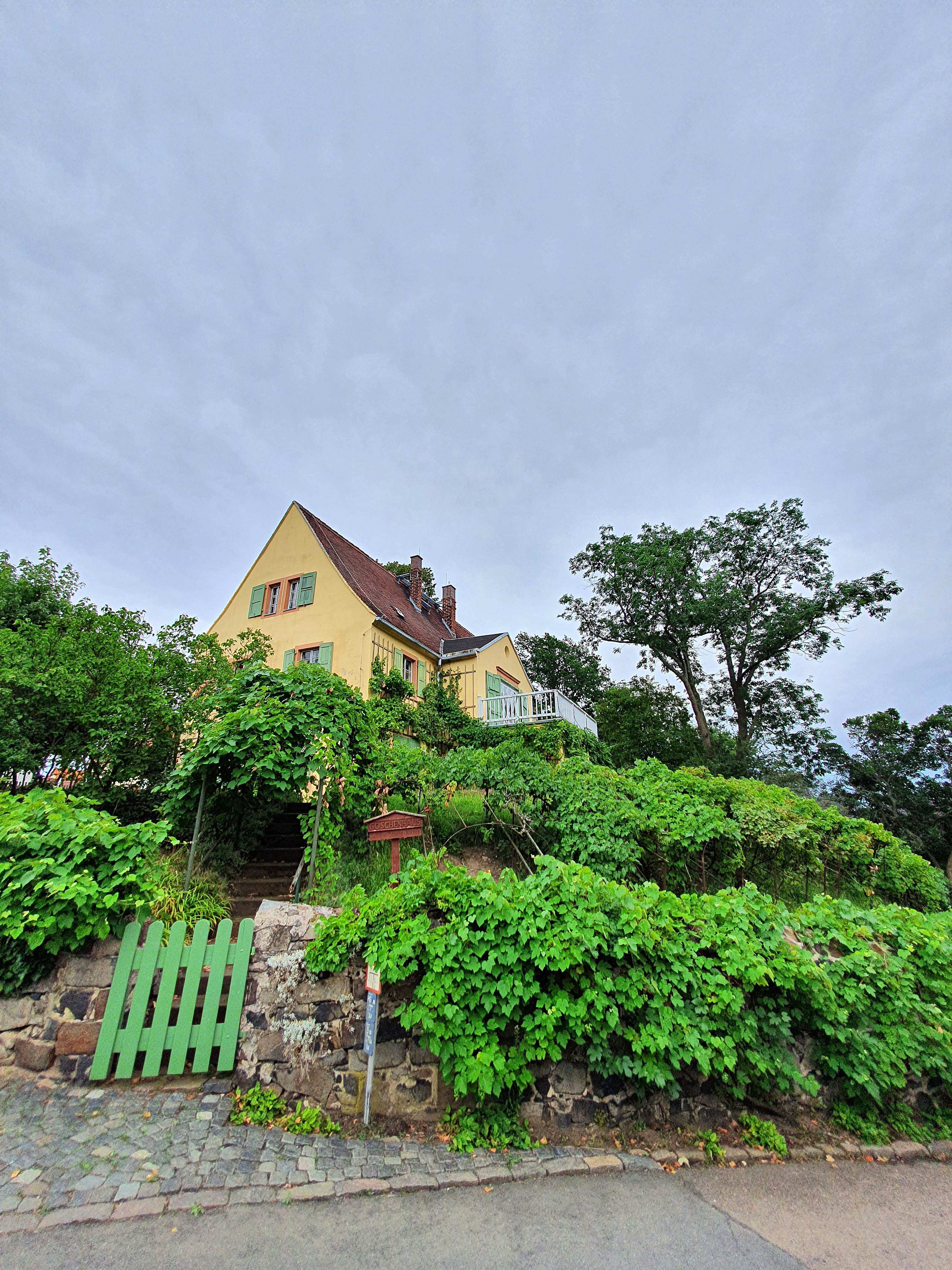
Göschenhaus in Hohnstädt (Grimma)

Einer der Illustratoren des Verlegers war Johann Heinrich Ramberg.
Die Herausgabe der Klassiker brachte keine großen finanziellen Gewinne; er verdiente jedoch mit den Veröffentlichungen von Romanen, Almanachen und Sachbüchern, z. B. mit den Werken von Moritz August von Thümmel.
Göschen war bestrebt, auch äußerlich ansehnliche Bücher herzustellen. 1793 gründete er auch eine eigene Druckerei in Leipzig. Er verlegte die Druckerei 1797 nach Grimma auf den Markt 11. Die Leipziger Zunftregeln schrieben vor, dass die Bücher in Frakturschriften erscheinen müssten. Dagegen wurden ihm in Grimma uneingeschränkte Privilegien eingeräumt, dies ermöglichte ihm, moderne Typographien zu verwenden, auch die von ihm geschätzten Antiquaschriften von Giambattista Bodoni und John Baskerville. In Grimma arbeitete sein Freund Johann Gottfried Seume bei ihm als Korrektor. Dessen Autobiographie Mein Leben veröffentlichte er 1813. Göschen selbst schrieb ein heute vergessenes Lustspiel und seine Erinnerungen.
1795 erwarb er ein Landgut in Grimma-Hohnstädt. Hier befindet sich im Göschenhaus heute ein Museum mit einer Seume-Gedenkstätte, welche maßgeblich dem Engagement der Heimatforscherin Renate Sturm-Francke zu verdanken ist. Die erfolgreiche Verlagshandlung wurde durch seine Söhne weitergeführt, 1838/39 dann jedoch an die Cotta’sche Verlagsbuchhandlung verkauft.
Göschen war ab 12. Mai 1788 mit Henriette Heun (1765–1850), der Schwester des Schriftstellers Carl Heun verheiratet und hatte zahlreiche Kinder. Er ist der Großvater der britischen Politiker George Joachim Goschen, 1. Viscount Goschen und Edward Goschen, 1. Baronet. Ein Enkel von ihm war der Heraldiker Oskar Göschen (1824–1900).
Seine Briefschaften mit zahlreichen Autographen bedeutender Persönlichkeiten seiner Zeit wurden von seinem Enkel, dem 1. Viscount Goschen, gesammelt und gelangten 1913 ins Deutsche Buch- und Schriftmuseum in Leipzig.
Ehrungen
- Mehrere Straßen u. a. in Berlin-Wittenau,[6] Bremen-Arbergen, Grimma und Leipzig wurden nach ihm benannt.
- Eine Apotheke, ein Hotel und ein Gasthaus in Grimma erhielten seinen Namen.

## Werke
- Noch ein Blümchen in Augustens Garten; Den 16. März 1806. [Gelegenheitsgedicht]. G. J. Göschen, Grimma, Leipzig 1806.
- An die 6 Pappeln um mein Haus; Am Verbindungstage meines ältesten Sohnes Carl Friedrich mit der Jungfrau Juliane Therese Beyer. Von Georg Joachim Goeschen. Den 1. Sept. 1817. [Hochzeitsgedicht].